# Hjalmar Psilander
Erik Hjalmar Psilander, född 12 november 1869 i Stockholm, död 16 augusti 1957 i Uppsala, var en svensk professor i tyska språket vid Uppsala universitet.
Hjalmar Psilander tog sin studentexamen på Katarina allmänna läroverk i Stockholm den 4 juni 1884, och flyttade kort därefter till Uppsala. Han disputerade 1901 för filosofie doktorsgrad med avhandlingen Die niederdeutsche Apokalypse och blev 1906 Uppsala universitets första professor i tyska; tidigare hade det endast funnits en gemensam professur för germanska språk. Mellan 1929 och 1934 var han inspektor för Stockholms nation i Uppsala. Han var kunnig i många indoeuropeiska språk och han skrev artiklar i Nordisk familjeboks andraupplaga om rumänsk litteratur. 
Hjalmar Psilander var far till Sven Psilander.

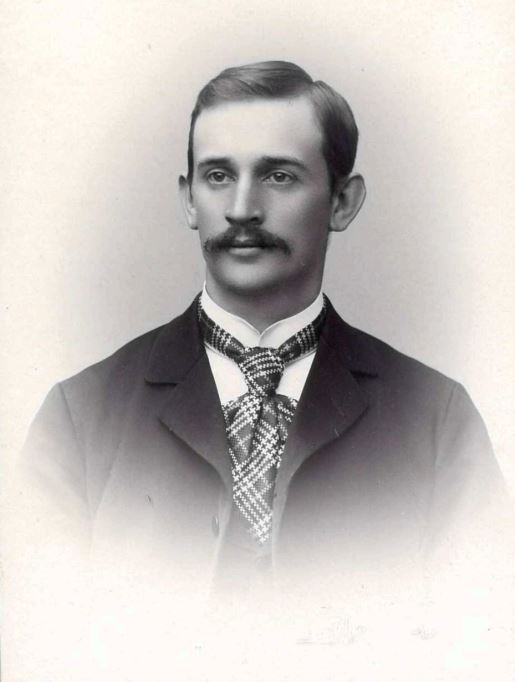
Hjalmar Psilander 1896, vid 27 års ålder.
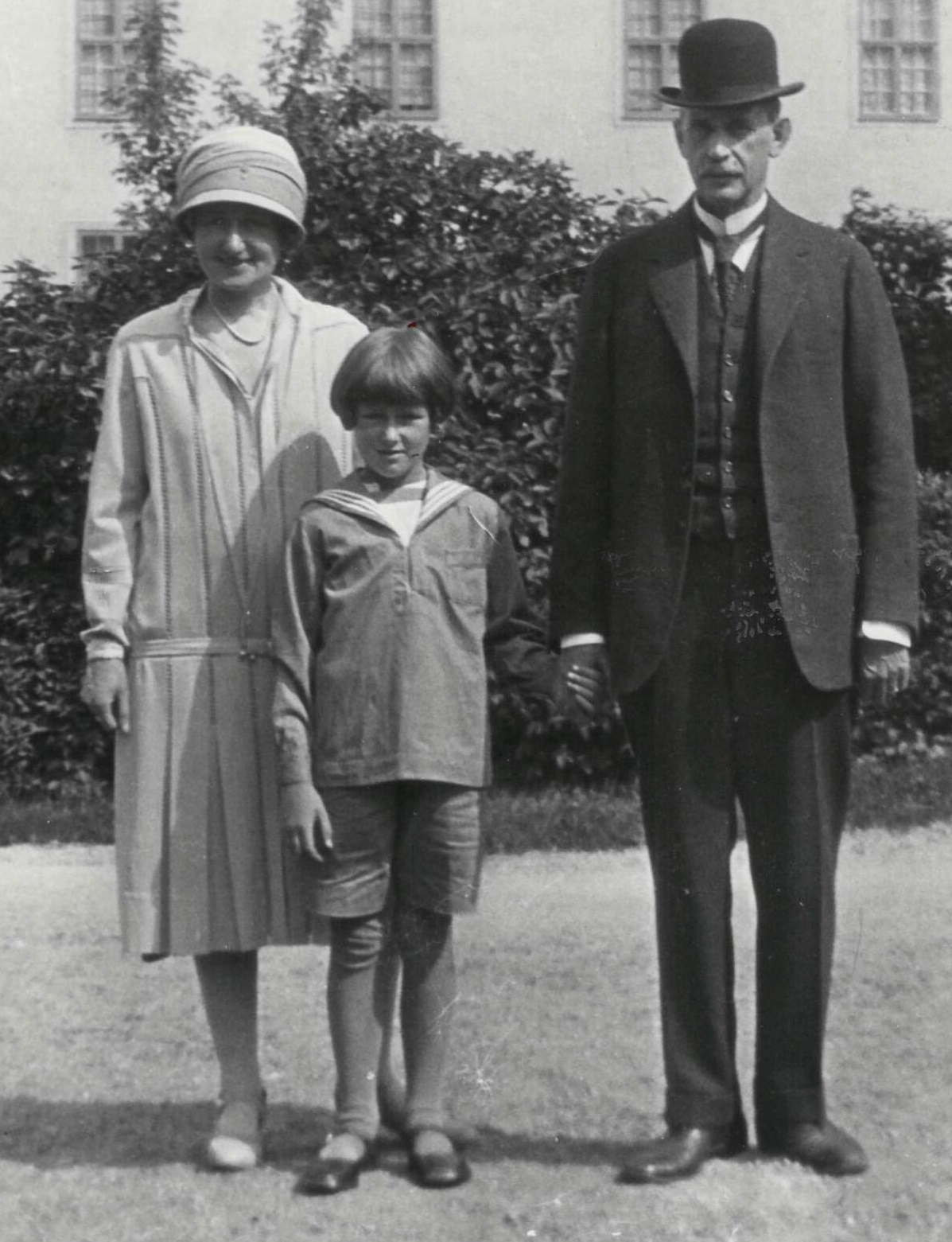
Hjalmar Psilander med hustrun Signe samt sonen Sven. Cirka 1929.
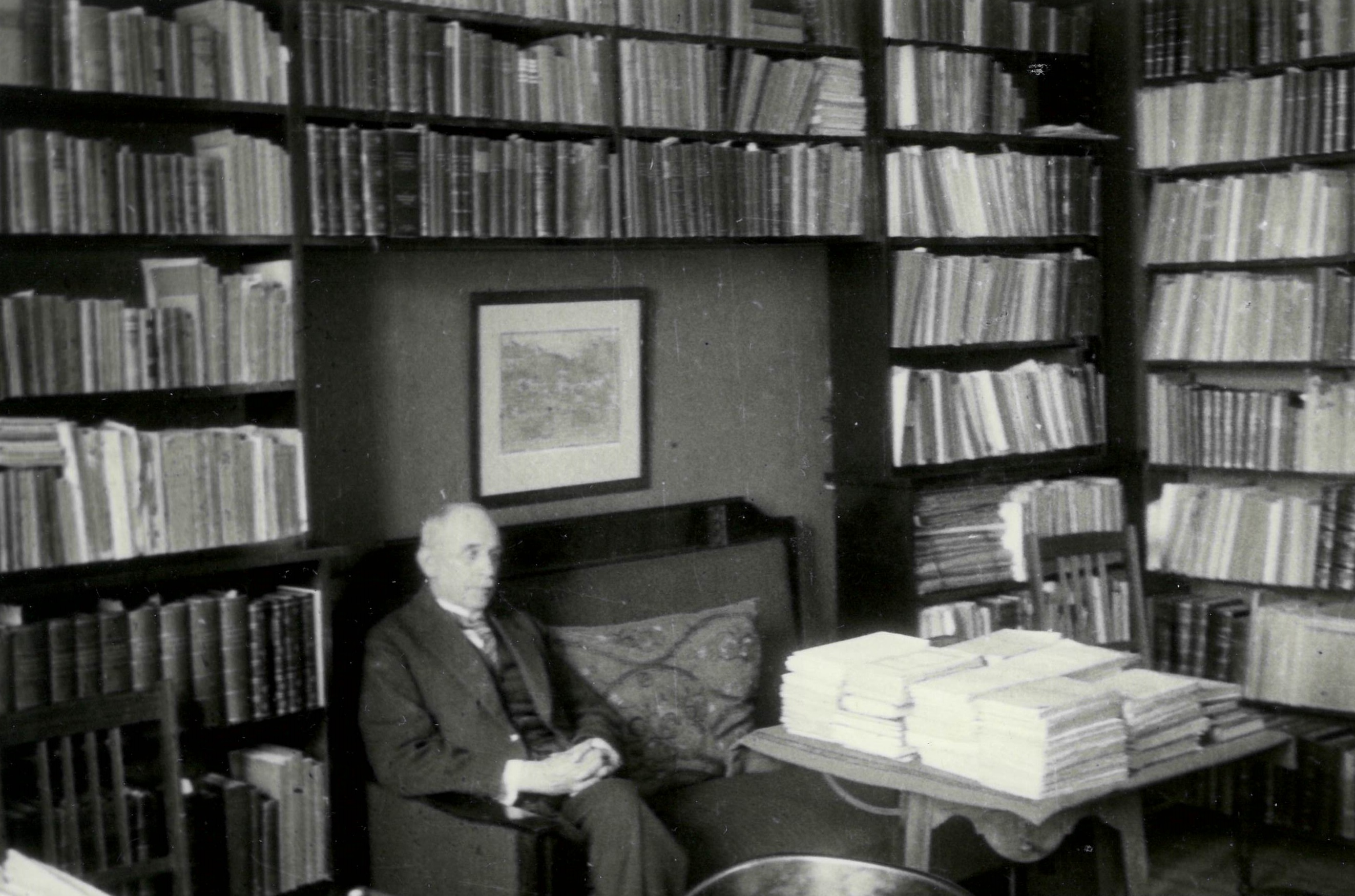
Hjalmar Psilander i sitt bibliotek i Uppsala, cirka 1940